# Робин из Ридсдейла
Робин из Ридсдейла (англ. Robin of Redesdale) — руководитель восстания против Йорков, которое произошло в Северной Англии в 1469 году и стало частью Войн Алой и Белой розы. Это вымышленное имя, историки выдвигают разные гипотезы о том, кто из английских баронов или рыцарей под ним скрывался.

## Восстание
С 1461 года Англией правил Эдуард IV из Йоркской династии, а наиболее могущественным из его вассалов был Ричард Невилл, 16-й граф Уорик. К 1469 году отношения между Эдуардом и Ричардом ухудшились: граф не мог смириться с уменьшением своего влияния и усилением придворной «партии» во главе с родственниками королевы Вудвиллами. Он задумал союз с Ланкастерами, но перед открытым выступлением, как предполагают историки, организовал восстание, возглавленное другим человеком. В апреле 1469 года население Йоркшира поднялось против йоркистов под лозунгами борьбы с повышением налогов и злоупотреблениями властью. Возглавил повстанцев человек, называвший себя Робин из Ридсдейла. Уорик как крупнейший магнат в этой части страны должен был подавить восстание, но он ничего для этого не сделал. В мае того же года некто Робин из Холдернесса поднял людей на борьбу за восстановление в правах Генри Перси, бывшего графа Нортумберленда, и это восстание было быстро подавлено Невиллами.
Робин из Ридсдейла двинул все свои силы на юг. Эдуард IV лично выступил против него, а Уорик, находившийся тогда на континенте, использовал это, чтобы высадиться в Англии и занять Лондон. В Нортгемптоншире, у деревни Эджкот-Мур, Робин атаковал войско Уильяма Герберта, 1-го графа Пембрука, шедшее на соединение с королевской армией. Повстанцы обладали численным превосходством, к тому же в разгар схватки им на помощь подошёл ещё один отряд с флагами Уорика. В итоге они победили. Вскоре после этого Эдуард помирился с Уориком, простил мятежников и приказал им возвращаться домой.

## Личность
Предположительно Робин из Ридсдейла — вымышленное имя, под которым мог скрываться кто-то из знатных северян. Существуют мнения, что это могли быть сэр Уильям Коньерс, его брат сэр Джон или сын последнего, тоже Джон (о нём известно, что он погиб при Эджкот-Мур). В других гипотезах фигурируют сэр Ричард Уэллс, его сын сэр Роберт Уэллс и Роберт Огл, 1-й барон Огл. Наконец, Робин мог быть и простолюдином.